# Полукруглый ангел
Полукруглый ангел, или полукруглая рыба-ангел, или рябой помакант (лат. Pomacanthus semicirculatus) — вид тропических морских рыб из рода Pomacanthus семейства Pomacanthidae.

## Описание
Взрослые рыбы вида достигают длины в 40 сантиметров. Тело их зелёно-коричневого цвета, покрытое синими полосами и пятнами. Молодые рыбы имеют тёмно-синюю окраску с голубыми и белыми полосами по всему телу.

## Поведение и питание
Рыбы живут парами. Они очень осторожны и пугливы. Ареал одной пары очень велик и может достигать 1000 м² и более. Питаются они, как правило, морскими губками, другими придонными беспозвоночными, а также водорослями.

## Распространение
Рыбы водятся в Красном море, в Индийском океане у берегов Южной и Восточной Африки, в западной части Тихого океана, от берегов Японии и до Новой Каледонии, а также в Карибском море, у берегов Мартиники, на глубинах до 25 метров. Предпочитают коралловые рифы, где имеются многочисленные возможности скрыться от преследования врагов.
Представителей вида часто можно увидеть в океанариумах и аквариумах больших зоопарков.